# Ciołek (Łódź)
Pour les articles homonymes, voir Ciołek.
Ciołek est une localité polonaise de la gmina de Stryków, située dans le powiat de Zgierz en voïvodie de Łódź.